# Goniothalamus megalocalyx
Goniothalamus megalocalyx este o specie de plante din genul Goniothalamus, familia Annonaceae, descrisă de Ian Mark Turner și Richard M.K. Saunders. Conform Catalogue of Life specia Goniothalamus megalocalyx nu are subspecii cunoscute.